# Чахловица

Чахловица — река в России, протекает в Кировской области. Левый приток Вятки.

## География
Река Чахловица берёт начало южнее деревни Шишонки. Течёт на север, ниже села Пасегово поворачивает на северо-запад. После слияния с рекой Берёзовкой снова поворачивает на север. Впадает в старицу реки Вятки. Устье реки находится в 649 км по левому берегу реки Вятки. Длина реки составляет 36 км, площадь водосборного бассейна 208 км². 

## Данные водного реестра
По данным государственного водного реестра России относится к Камскому бассейновому округу, водохозяйственный участок реки — Вятка от города Киров до города Котельнич, речной подбассейн реки — Вятка. Речной бассейн реки — Кама.
По данным геоинформационной системы водохозяйственного районирования территории РФ, подготовленной Федеральным агентством водных ресурсов:
- Код водного объекта в государственном водном реестре — 10010300312111100034198
- Код по гидрологической изученности (ГИ) — 111103419
- Код бассейна — 10.01.03.003
- Номер тома по ГИ — 11
- Выпуск по ГИ — 1